# 금산 8경
금산 8경은 금산군에서 볼 만한 곳인 총 8곳의 관광지를 선정한 곳이다.

## 선정장소
- 적벽강
- 12폭포
- 천내강
- 진악산
- 서대산
- 귀래정
- 국사봉
- 대둔산

## 적벽강
적벽강은 금강의 별칭으로써 금강이 금산군 부리면 지역에 들어오면 이 이름이 붙는다. 적벽강에는 부리면에서 가장 높은 성주산이 서쪽으로 내려와 양각산을 이룬다. 적벽강은 절벽과 금강의 절경이 잘 이루어지는 곳으로 유명하다.

## 12폭포
금산군 남이면에 있는 해발 648m의 성치산에서 발원한 물줄기가 폭포가 되어 내려오는 12폭포는 폭포 자락에 크고 작은 소(물이 고이는 곳)이 위치해 있어 물놀이를 즐길 수 있는 곳으로 유명하다.

## 천내강
금산군 제원면 천내리, 저곡리 일대를 흐를 때 붙여지는 금강의 별칭으로 임진왜란 때 유적과 기암 절벽으로 유명한 곳이다.

## 대둔산
충청남도에서 유명한 산으로 논산시 양촌면, 금산군 진산면, 전북특별자치도 완주군 운주면에 걸쳐 있는 산으로 금산군에 소재한 대둔산의 명소는 대둔산 태고사와 대둔산이 한 눈에 내려다 보이는 봉우리 생애대(735m)가 바로 그것이다.

## 진악산
충청남도의 산 중에서 세 번째로 높은 산이다. 금산군 금산읍과 남이면에 걸쳐 있는 732m의 산이다. 금산읍 서남부를 감싸고 있는 산으로 유명하다.

## 서대산
충청남도에서 가장 높은 902m의 산으로써 한국 100대 명산 중의 하나로 꼽히는 산이다. 산줄기가 이어져 있지 않아 비래산이라는 별칭을 가지고 있으며 기암절벽으로 유명하다.